# Francisco Valencia
Francisco Valencia Ponce (San Vicente de Tagua Tagua, Chile, 15 de agosto de 1939) fue un futbolista chileno. Jugó en el puesto de guardameta.

## Trayectoria
Comenzó en las inferiores de Colo-Colo, debutó el año 1957, para estar el equipo albo durante cinco temporadas hasta el año 1961. Destacó en la Copa Chile de 1958, jugando todos los partidos, con la excepción de la final. Fue en esta época que fue llamado por el DT don Fernando Riera como preseleccionado integrando la selección joven o la selección conocida como "blanca".
Las siguientes dos temporadas, los año 1962 y 1963 defendió el pórtico de Audax Italiano, el año 1964 viaja a provincia para defender la camiseta de Unión La Calera, por cuatro años, hasta el año 1967. Con posterioridad, los años 1968 y 1969 en Deportes Antofagasta, siendo el año 1968 campeón de la División B (Ascenso).
En su vida laboral se desempeñó como funcionario del Servicio de Seguro Social.

## Clubes
| Club                 | País  | Año       |
| -------------------- | ----- | --------- |
| Colo-Colo            | Chile | 1957-1961 |
| Audax Italiano       | Chile | 1962-1963 |
| Unión La Calera      | Chile | 1964-1967 |
| Deportes Antofagasta | Chile | 1968-1969 |

## Palmarés

### Campeonatos nacionales
| Título             | Club                 | País  | Año  |
| ------------------ | -------------------- | ----- | ---- |
| Copa Chile         | Colo-Colo            | Chile | 1958 |
| Primera División   | Colo-Colo            | Chile | 1960 |
| Primera División B | Deportes Antofagasta | Chile | 1968 |